# USS John D. Edwards (1919)
USS John D. Edwards was een torpedobootjager van de Clemsonklasse, die dienst deed bij de Amerikaanse marine van 1920 tot 1945.

## Ontwerp

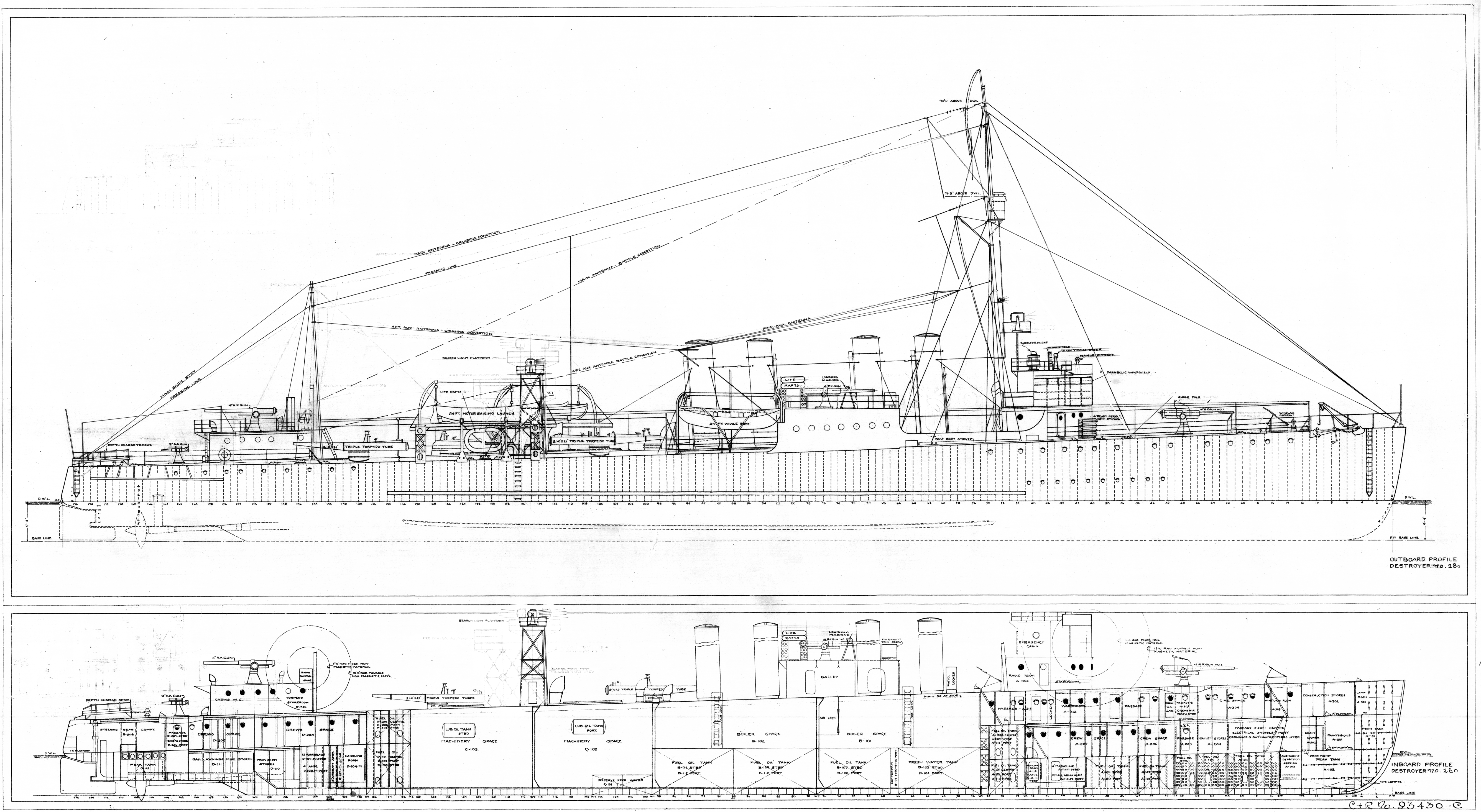
Ontwerptekening van een Clemsonklasse torpedobootjager

John D. Edwards beschikte over twee turbines, aangedreven door vier ketels. Hiermee had het schip een machinevermogen van 20.600 kW, waarmee het een topsnelheid van 35,5 knopen kon behalen. Als het schip met een snelheid van 15 knopen voer, kon het 9.100 kilometer afleggen.
De hoofdbewapening van John D. Edwards waren de vier 102 mm kanonnen, die ieder over een eigen geschuttoren beschikte. Opvallend was dat er maar één op het voordek stond en de overige drie op het achterdek opgesteld waren. De luchtverdediging bestond uit 76 mm luchtafweergeschut en enkele machinegeweren. Verder had het schip drie vierloopse torpedobuizen, die torpedo's van 533 mm konden afvuren.

## Dienst
Eind januari 1942 vertrok het schip, voorafgaand aan twee maanden patrouilles rond Singapore, naar Nederlands-Indië, om het ABDA eskader te versterken. Op 4 februari werd het daar aangevallen door Japanse bommenwerpers. Hierbij werd John D. Edwards niet geraakt, maar USS Houston, een zware kruiser die geëscorteerd werd door John D. Edwards, wel.
Op 20 februari kwam John D. Edwards, samen met drie andere Amerikaanse torpedobootjagers, enkele Japanse torpedobootjagers tegen. Er volgde een gevecht waarin de Japanse Michishio zwaar beschadigd raakte.
Op 27 februari 1942 participeerde John D. Edwards aan de beruchte slag in de Javazee. Hier heeft ze al haar torpedo's afgeschoten, maar geen doel geraakt. Later werd het schip gedwongen te vluchten door brandstof- en ammunitietekorten.
Tussen 28 februari en 1 maart was John D. Edwards een van de enige schepen die Nederlands-Indië wist te ontvluchten.
Van maart tot mei 1942 escorteerde John D. Edwards enkele konvooien rond Australië, daarna stoomde het naar Pearl Harbor. Van juni 1942 tot juni 1943 escorteerde het schip konvooien tussen Pearl Harbor en San Francisco.
Tussen 1943 en 1944 escorteerde John D. Edwards schepen in de Atlantische Oceaan.
Vanaf mid-1944 werd het schip ingedeeld bij een trainingsgroep, het schip oefende met onderzeeboten.

## Uit dienst
Op 28 juni 1945 werd het schip uit dienst gesteld in Philadelphia. Het werd voor schroot verkocht aan Boston Metal Company in januari 1946.